# Cantonul Champeix
Cantonul Champeix este un canton din arondismentul Issoire, departamentul Puy-de-Dôme, regiunea Auvergne, Franța.

## Comune
- Chadeleuf
- Champeix (reședință)
- Chidrac
- Clémensat
- Courgoul
- Creste
- Grandeyrolles
- Ludesse
- Montaigut-le-Blanc
- Neschers
- Saint-Cirgues-sur-Couze
- Saint-Floret
- Saint-Nectaire
- Saint-Vincent
- Saurier
- Tourzel-Ronzières
- Verrières